# Архитектура Сингапура

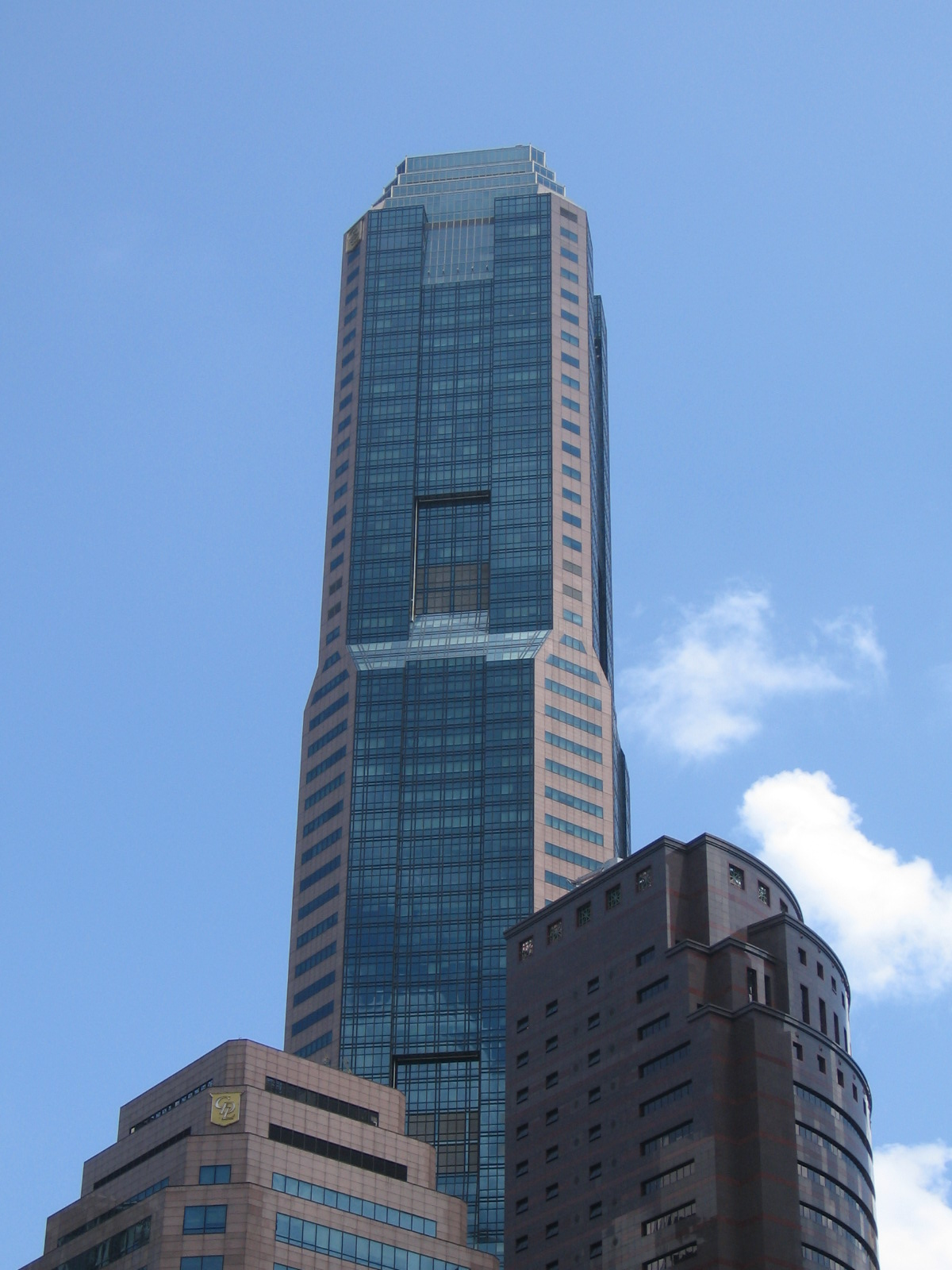
Republic Plaza — самое высокое здание Сингапура, наряду с OUB Centre и UOB Plaza — все по 280 метров ровно.

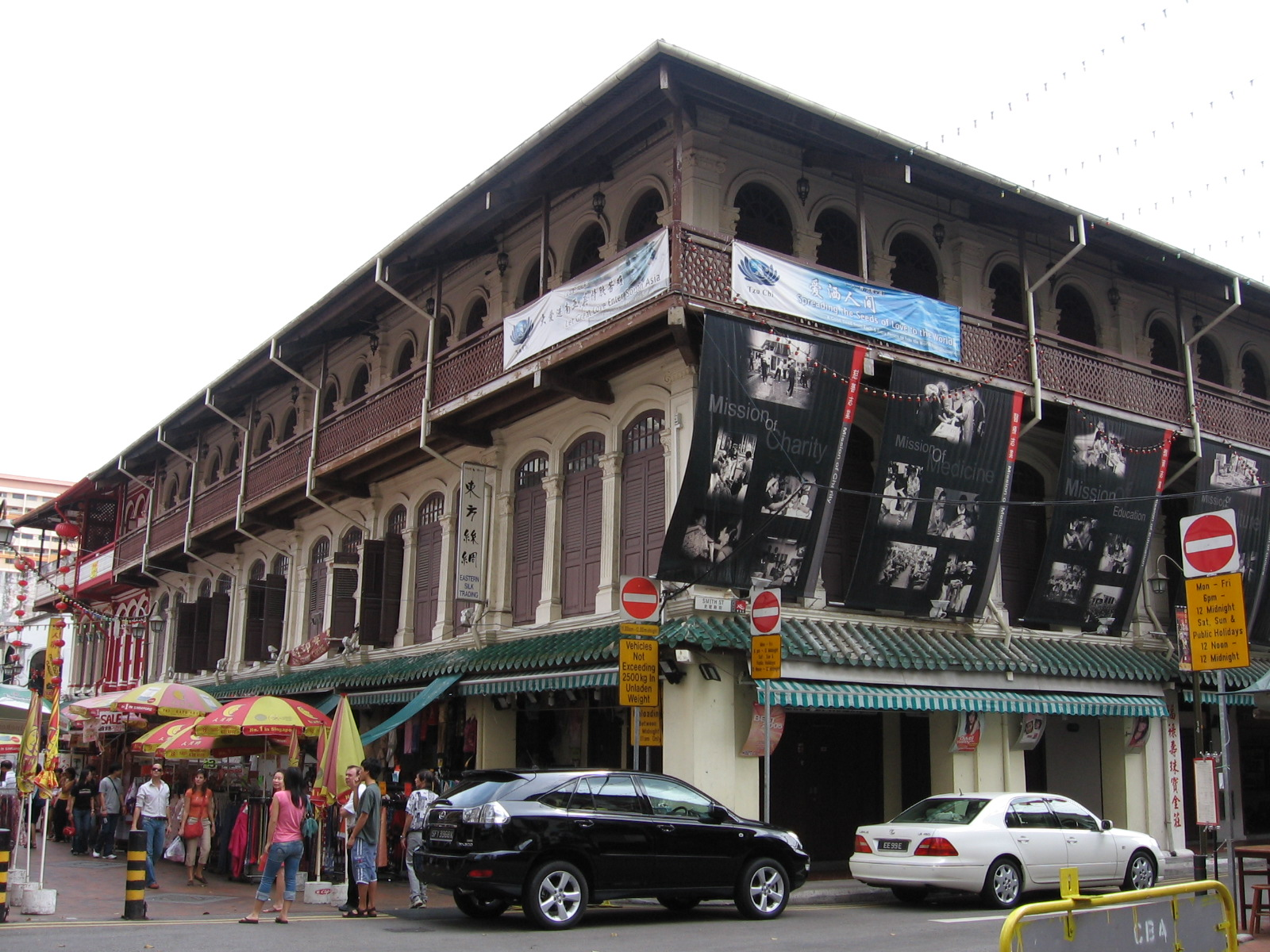
Дом оперы в Лай Чунь Юань, Сингапурском Чайнатауне.

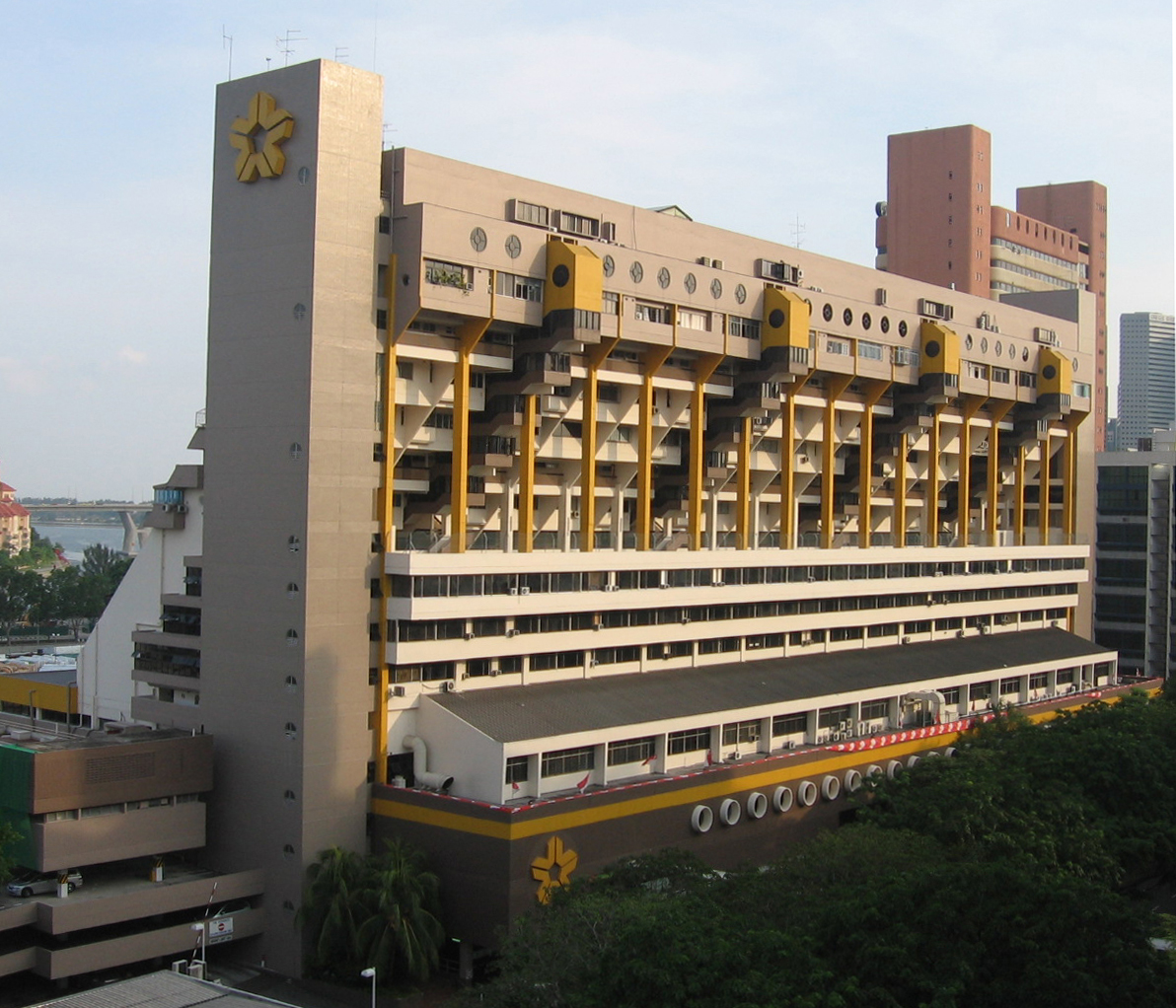
Комплекс Golden Mile

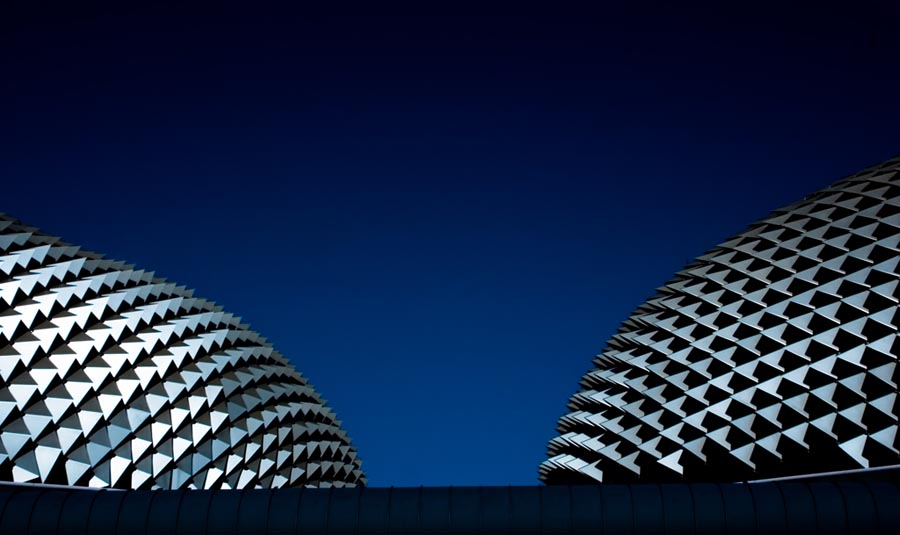
Эспланада — театр в заливе

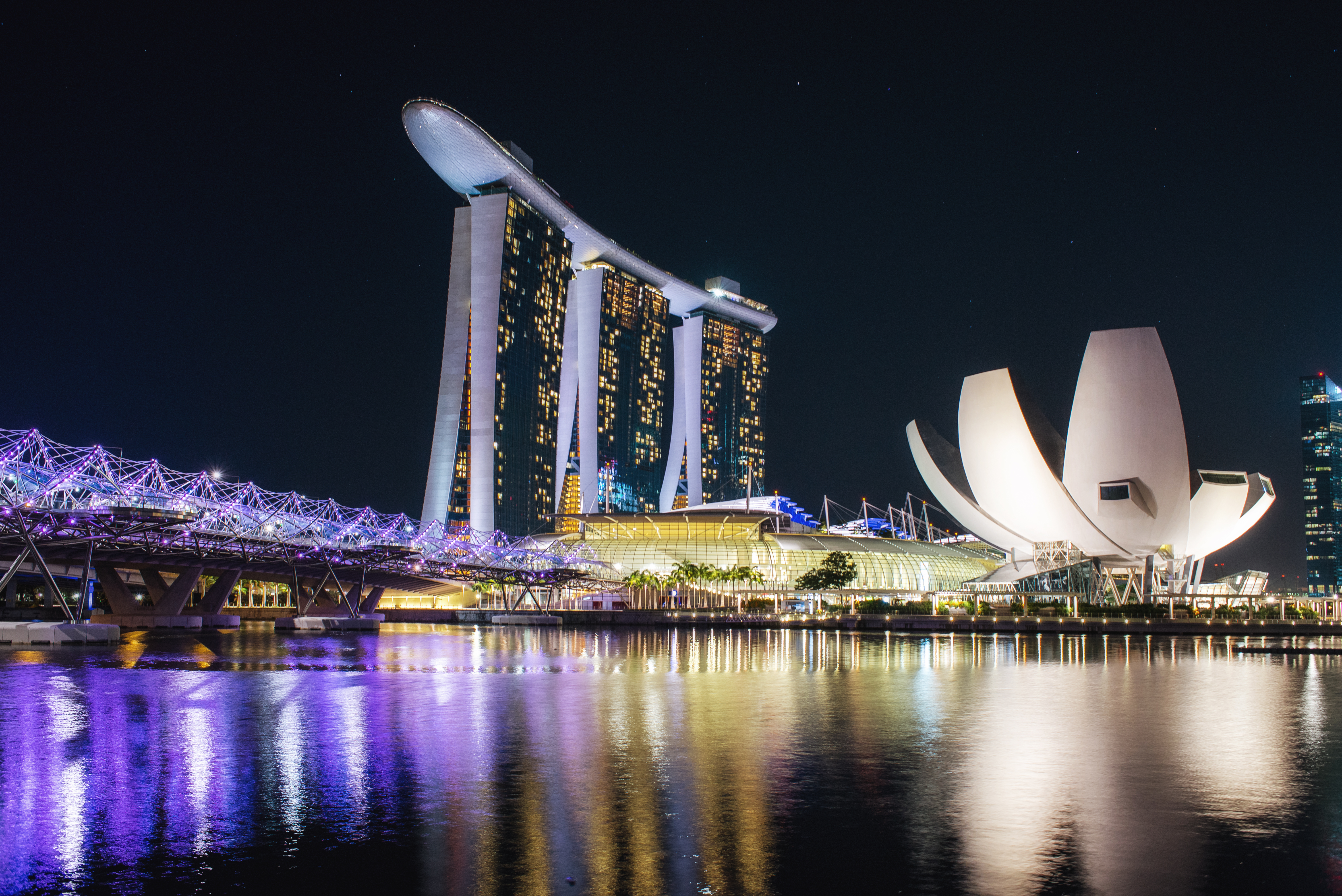
Отель Marina Bay Sands в Сингапуре

Архитекту́ра Сингапу́ра показывает диапазон влияний и стилей разных мест и периодов. Он варьируется от эклектичного стиля и гибридных форм колониального периода до современной архитектуры, включающей тенденции со всего мира. Как с эстетической, так и с технологической точки зрения, сингапурская архитектура может быть разделена на более традиционный колониальный период до Второй мировой войны и в основном современный послевоенный и постколониальный период.
Традиционная архитектура в Сингапуре состоит из местных малайских домов, местных гибридных домов-магазинов и черно-белых бунгало. Также архитектура включает в себя ряд культовых сооружений, отражающих этническое и религиозное разнообразие города-государства, а также колониальную гражданскую и коммерческую архитектуру в европейском неоклассическом, готическом, палладианском стилях и стили ренессанса.
Современная архитектура в Сингапуре началась с переходного стиля ар-деко и появления железобетона в качестве популярного строительного материала. Интернациональный стиль современной архитектуры был популярен с 1950-х по 1970-е годы, особенно в государственных жилых многоквартирных домах. Брутализм в архитектуре был также популярен в 1970-х годах. Эти стили совпали с великими периодами обновления городов и строительного бума в истории Сингапура, и, следовательно, это самые распространенные архитектурные стили, встречающиеся на острове. Некоторые из наиболее архитектурно значимых работ этого периода включают здания Pearl Bank Apartments архитектора Tan Cheng Siong, а также People's Park Complex и Golden_Mile_Complex архитектурного бюро DP Architects.
Эксперименты с архитектурой постмодернизма, как в «историцистском», так и в деконструктивистском направлениях, появились в 1980-х годах, хотя стиль был относительно сдержанным в своем проявлении. Еще одной архитектурной тенденцией стало повторное открытие архитектурного наследия Сингапура, что привело к активной программе сохранения, а также бурно развивающейся индустрии реставрации исторических зданий, часто адаптирующей их к новым видам использования. Недавний пример - Национальный музей Сингапура.
Важным направлением местной инновационной деятельности стало стремление разработать такую форму современной архитектуры, которая соответствовала бы тропическому климату Сингапура. Этот чувствительный к климату подход к архитектуре уходит своими корнями в народные малайские дома и эксперименты британских колониальных и ранних местных националистических архитекторов по созданию подлинно местной архитектуры с использованием современных методов строительства. В 1980-х и особенно в конце 1990-х годов это привело к распространению того, что можно было бы назвать "современной тропической" архитектурой или нео-тропической архитектурой.  Она предполагает возвращение к чистым и простым прямолинейным модернистским формам в сочетании с акцентом на пышный ландшафтный дизайн и гладкую солнечную тень в виде металлических или деревянных жалюзи вместо модернистского светопрозрачного фасада, который пропускает и задерживает солнечное тепло. Эти архитектурные труды приобрели новую значимость и актуальность из-за опасений по поводу глобального потепления, изменения климата и устойчивости окружающей среды, особенно учитывая, что система кондиционирования воздуха в зданиях является одним из крупнейших потребителей электроэнергии в Сингапуре, которая в основном вырабатывается на ископаемом топливе.
С конца 1990-х годов, как и многие другие города мира, стремящиеся к глобальному развитию, Правительство Сингапура сознательно приступило к разработке "знаковых" достопримечательностей в городе, чтобы укрепить фирменный стиль Сингапура, а также привлечь иностранных туристов, квалифицированных иммигрантов, инвестиции и ажиотаж. С тех пор было разработано несколько подобных исторических проектов, иногда в рамках открытых или закрытых конкурсов архитектурного проектирования. К ним относятся Эспланада — театр в заливе - центр исполнительских искусств, Верховный суд Сингапура, новая Национальная библиотека Сингапура, отель Marina Bay Sands и Сингапурское колесо обозрения.

## Доколониальный период
Основная статья: Малайские дома
До 1819 года архитектура Сингапура следовала тенденциям окружающего региона. Здания строились в малайских традициях. Малайские дома (Kampong) строились на сваях и были подняты над землей (или водой, в зависимости от их расположения). Крыша здания делалась из соломы, а стены из сплетенных бамбуковых полосок или досок.

## Колониальный период

### Шопхаусы
Основная статья: Шопхаус

### Чёрно-белые бунгало
Основная статья: Чёрно-белые бунгало